# Балд
Острів Балд розташований поблизу узбережжя Західної Австралії, за 1,5 км (1 миля) від узбережжя Чейнс Біч і є територією що охороняється. Був оголошений заповідником в 1964 році. Площа острова становить 8,09 квадратних кілометрів. Майже повністю складається з граніту, порода круто піднімається від океану до максимальної висоти 310 метрів (1017 футів). Острів був ізольований від континенту близько 10000 років тому у зв'язку з підвищення рівня моря.
На острові виявлено 104 види рослин, у тому числі рідкісні Agonis flexuosa, Melaleuca lanceolata, Eucalyptus lehmannii, Melaleuca microphylla та інші. На острові немає змій. З рептилій поширені чотири види скінкових і один гекон, з птахів — буревісник (Pterodroma macroptera) та малий пінгвін, з морських ссавців — австралійський морський лев і новозеландський морський котик. Острів — одне з небагатьох місць, де мешкає квока — невеликий представник родини кенгурових.